# Dramiće
Dramiće (Servisch cyrillisch Драмиће) is een plaats in de Servische gemeente Novi Pazar. De plaats telt 80 inwoners (2002).